# ایوو کلس
ایوو کلس (انگلیسی: Ivo Klec؛ زادهٔ ۲۸ نوامبر ۱۹۸۰) تنیس‌باز سابق اهل اسلواکی است.